# Multi-level governance
Multi-level governance (vrij vertaald: meerlagig bestuur) is een theorie over de positionering van hedendaagse overheden die haar oorsprong heeft in studies over de Europese integratie. De politicologen Liesbet Hooghe en Gary Marks waren de eersten die naar voren kwamen met het concept multi-level governance in het begin van de jaren negentig. Hun theorie was het resultaat van een studie over de nieuwe structuren die de Europese Unie met het Verdrag van Maastricht hadden ingesteld in 1992. Multi-level governance is een conceptualisering van de gedachte dat er veel interagerende autoriteiten en structuren aan het werk zijn in de opkomende internationale politieke economie. Het verheldert de nauwe verstrikking tussen de binnenlandse en internationale gezagsniveaus.

## Multi-level governance en de Europese Unie
Het onderzoek naar de Europese Unie werd gekenmerkt door twee verschillende theoretische fasen. In de eerste fase lag de nadruk vooral op studies uit het domein van de internationale betrekkingen. Deze werden in de tweede fase herbekeken en inzichten uit onder andere het openbaar beleid werd hieraan toegevoegd. De duidelijkste manier om deze theoretische ommezwaai te begrijpen, is door de Europese Unie niet langer te beschouwen als een internationale organisatie zoals de NAVO. Het moet benaderd worden als een soort uniek gegeven tussen de andere internationale organisaties. Het aparte karakter van de Europese Unie is zowel in verband te brengen met de aard als het bereik van haar ontwikkeling. Dit betekent dat op sommige vlakken de EU meer eigenschappen vertoont die haar doet lijken op nationale politieke systemen dan op internationale organisaties.
De theorie van multi-level governance behoort tot de tweede fase. Het omschrijft de veranderende verhoudingen tussen actoren die zich op verschillende territoriale niveaus bevinden, zowel in de publieke als is de private sector. Deze meerlagige vorm van besturen en interactie overschrijdt de traditioneel gescheiden domeinen tussen binnenlandse en internationale politiek en legt de nadruk op de steeds toenemende vervaging van het onderscheid tussen deze domeinen in de context van de Europese integratie. Het concept multi-level governance werd voor het eerst ontwikkeld als gevolg van een studie over het beleid van de Europese Unie en vervolgens toegepast op de meer algemene Europese besluitvorming. Een van de eerste verklaringen verwezen naar het concept als een systeem van continue onderhandeling tussen gevestigde overheden op verscheidene territoriale lagen en beschreef hoe supranationale, nationale, regionale en plaatselijke overheden verstrikt zijn in territoriaal overkoepelende beleidsnetwerken. De theorie benadrukt zowel het steeds toenemende aantal en complexe interacties tussen overheidsactoren en het steeds toenemende belang van niet-gouvernementele actoren die deelnemen in deze samenhangende besluitvorming en in het beleid van de Europese Unie in het algemeen. Vandaar dat multi-level governance nieuwe en belangrijke vragen deed rijzen met betrekking tot de rol, macht en gezag van de staten.
Geen enkele andere internationale vorm van samenwerking is gekenmerkt door zulke verreikende integraties zoals dat in de Europese Unie het geval is. Dit wordt duidelijk als er gekeken wordt naar het aantal en de reikwijdte van beleidsdomeinen van de Unie en naar de manier waarop beleid ontwikkeld wordt. De Europese Unie kan omschreven worden als een allegaartje van klassieke intergouvernementele samenwerking tussen soevereine staten en verreikende supranationale integratie.
De combinatie van besluitvorming van gemeenschappen met een scala aan beleidsdomeinen geven aanleiding tot een verregaande verknoping en verstrikking van het nationale beleid van de lidstaten met het Europese beleidsniveau. Deze verstrikking is een van de basisprincipes van de theorie over multi-level governance. Deze theorie beschrijft de Europese Unie als een politiek systeem met onderling verbonden instellingen die op meerdere niveaus bestaan en die unieke beleidskenmerken hebben.
Volgens Marks, Hooghe en Blank (1996) zijn er drie basiskenmerken die aan de basis liggen van het model van multi-level governance:
- Besluitvorming ligt niet alleen bij nationale overheden, maar ook bij instellingen en actoren op andere niveaus. De meest belangrijke hier is het niveau van de Europese Unie waar aangenomen wordt dat supranationale actoren zoals de Europese Commissie en het Europees Parlement een onafhankelijke invloed uitoefenen op het beleid. In veel lidstaten wordt het subnationale niveau eveneens als belangrijk beschouwd in beleidsdomeinen die niet (geheel) op nationaal niveau te vinden zijn.
- Collectieve besluitvorming op het Europese niveau wordt in verband gebracht met een significant verlies van nationale soevereiniteit en dus een verminderd gezag van nationale overheden. Het intergouvernementele standpunt dat de staten uiteindelijk hun macht behouden, wordt verworpen op grond van het feit dat de 'uitkomsten van de kleinste gemene deler slechts toegankelijk zijn voor een deel van de Europese beslissingen, vooral met betrekking tot het bereik van de integratie'.[3]
- Politieke systemen zijn eerder onderling met elkaar verbonden dan ingenesteld. Dit impliceert een hele resem kanalen en verbindingen tussen verschillende bestuursniveaus (supranationaal, nationaal en subnationaal) waarvan het bestaan en het belang erkend wordt. Dit dus in plaats van zich te beperken tot nationale niveaus en de nationale inbreng in Europese besluitvorming via nationale actoren. 'De scheiding tussen binnenlandse en internationale politiek wordt door de theorie dus verworpen. Staten zijn een volledig en machtig deel van de EU, maar ze vormen niet langer het enige tussenstuk tussen supranationale en subnationale systemen. Verder delen ze ook vele activiteiten dan dat ze ze zichzelf toe-eigenen'.[4]

## Verticale en horizontale dimensie van multi-level governance
De "verticale" dimensie verwijst naar de bindingen tussen hogere en lagere niveaus van bestuur, waaronder hun institutionele, financiële en informatieverstrekkende aspecten. Het plaatselijke potentieel en de drijfveren voor krachtdadige subnationale overheidsniveaus zijn cruciaal voor het verbeteren van de kwaliteit en samenhang van het beleid.
De "horizontale" dimensie verwijst naar de samenwerkingsakkoorden tussen regio's of tussen gemeenten. Deze akkoorden worden in toenemende mate genormaliseerd als een middel om de doeltreffendheid van plaatselijke openbare diensten en de invulling van ontwikkelingsstrategieën te verbeteren.